# Agabus falli
Agabus falli är en skalbaggsart som först beskrevs av Zimmermann 1934.  Agabus falli ingår i släktet Agabus och familjen dykare. Inga underarter finns listade i Catalogue of Life.